# Barberton (Ohio)
Barberton is een plaats (city) in de Amerikaanse staat Ohio, en valt bestuurlijk gezien onder Summit County.

## Demografie
Bij de volkstelling in 2000 werd het aantal inwoners vastgesteld op 27.899.
In 2006 is het aantal inwoners door het United States Census Bureau geschat op 27.063, een daling van 836 (-3,0%).

## Geografie
Volgens het United States Census Bureau beslaat de plaats een oppervlakte van
23,9 km², waarvan 23,3 km² land en 0,6 km² water.

## Geboren
- Donald E. McGinnis (21 oktober 1917), componist, muziekpedagoog, dirigent en klarinettist
- Alvin Robertson (1962), basketballer

## Plaatsen in de nabije omgeving
De onderstaande figuur toont nabijgelegen plaatsen in een straal van 12 km rond Barberton.